# Il club dei cuori infranti
Il club dei cuori infranti (The Broken Hearts Club: A Romantic Comedy) è un film del 2000, diretto dal regista Greg Berlanti.

## Trama
Un fotografo di West Hollywood di nome Dennis, sta per festeggiare, fra mille dubbi sulla loro lealtà, con i suoi amici il compleanno. Sono sei fra cui Benji che pensa solo alla ginnastica, Cole attore in cerca di carriera e Jack che si erge a figura di saggio dispensando consigli dove capita, il loro luogo di ritrovo è un ristorante. La loro amicizia verrà messa in serio dubbio.

## Produzione
Prodotto dalle società Banner Entertainment e Meanwhile Films.

### Sceneggiatura
Il film ruota intorno alle avventure/disavventure sentimentali e personali di un gruppo di amici gay. Particolarità di questa pellicola è il fatto di essere divisa in capitoli, ognuno dei quali è introdotto da un vocabolo commentato ironicamente.

## Distribuzione

### Data di uscita
Il film venne distribuito in varie nazioni, fra cui:
- Stati Uniti d'America, The Broken Hearts Club: A Romantic Comedy 29 gennaio 2000[3]
- Germania, Der Club der gebrochenen Herzen - Eine romantische Komödie 1º febbraio 2001
- Belgio 28 febbraio 2001
- Hong Kong 3 marzo 2001[4]
- Sudafrica 23 marzo 2001
- Italia, Il club dei cuori infranti 15 aprile 2001[5]
- Spagna, El club de los corazones rotos 4 maggio 2001
- Inghilterra 11 maggio 2001
- Finlandia, Ystävyyden kirot novembre 2001[6]
- Francia, Le club des coeurs brisés 6 dicembre 2001[7]
- Repubblica Ceca 22 novembre 2002[8]